# حامد میر

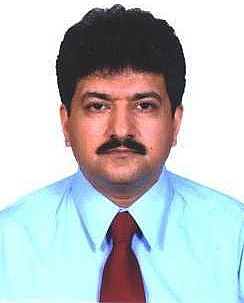
حامد میر خبر نگار

حامد میر ( زادهٔ ۲۳ ژوئیهٔ ۱۹۶۶ ) یک روزنامه‌نگار اهل پاکستان است. این خبرنگار پاکستانی شبکه تلویزیونی جیو در سال ۹۳ مورد حمله تروریستی قرار گرفت، برادرش سازمان اطلاعات را در این زمینه مقصر دانست و با پخش خبر حمله از شبکه خبری جیو، از یکسو اتحادیه خبرنگاران از حامد میر پشتیبانی کرد، و از سویی دیگر احزاب مذهبی، و کنفرانس دفاعی پاکستان، با برپایی راهپیمایی، از سازمان اطلاعات پاکستان حمایت کردند.